# Pidonia submetallica
Pidonia submetallica là một loài bọ cánh cứng trong họ Cerambycidae.